# Sofía Ozérkova
Sofía Ivánovna Ozérkova (en ruso: Софья Ивановна Озеркова; Shuya, 3 de noviembre de 1912 - Odesa, finales del siglo XX d. C.) fue la mecánica jefe y jefa de mantenimiento del 588.º Regimiento de Bombardeo Nocturno conocido por las tropas alemanas con el apodo de «Brujas de la Noche» una unidad completamente femenina que combatió durante la Segunda Guerra Mundial en las filas de la Fuerza Aérea Soviética.

## Biografía

### Infancia y juventud
Sofía Ozérkova nació el 3 de noviembre de 1912 en la localidad de Shuya en la Gobernación de Yaroslavl en esa época parte del Imperio ruso, en el seno de una familia de clase trabajadora rusa. En 1932 se unió al ejército, sus superiores la enviaron a estudiar a la 4.ª Escuela de Mecánica Aeronáutica de Aviación Militar de Irkutsk donde se graduó en 1933 con formación como mecánica, y posteriormente trabajó en la escuela como maestra.

### Segunda Guerra Mundial
En octubre de 1941, poco después de la invasión alemana de la Unión Soviética, Ozérkova se ofreció como voluntaria para el servicio de vuelo de primera línea y fue aceptada en el 122.º Grupo de Aviación, una unidad especial formada íntegramente por mujeres, al mando de Marina Raskova. Comenzó a entrenar en la Escuela de Aviación Militar de Engels, allí fue asignada al 588.º Regimiento de Bombardeo Nocturno.
A su llegada a la Escuela de Aviación Militar de Engels, donde los miembros del 588.º Regimiento de Aviación de Bombarderos Nocturnos se entrenaban antes de ser desplegadas en el frente, Ozérkova comenzó a instruir a su grupo de mujeres mecánicas, personal técnico, armeros y el resto de tripulación de tierra. Inicialmente, muchas de las mecánicas y técnicas no la querían por ser excesivamente estricta y endurecida, había sido una oficial de carrera y siempre trataba de cumplir con las formalidades estándar para inculcar disciplina en sus tripulaciones. Pero con el tiempo, los equipos de tierra se entusiasmaron con ella, y comenzaron a apreciar la necesidad del intenso entrenamiento al que las sometía.
Después de graduarse de la Escuela de Aviación Militar de Engels, el 23 de mayo de 1942, el regimiento fue transferido a la 218.º División de bombarderos nocturnos del Frente Sur (estacionada en el aeródromo de la aldea de Trud Gornyaka cerca de Voroshilovgrado). La propia Marina Raskova las acompañó hasta su destino y luego dio un conmovedor discurso de despedida antes de regresar a Engels. En su nuevo destino el regimiento quedó adscripto al 4.º Ejército Aéreo al mando de general Konstanín Vershinin. Fue el primero de los tres regimientos femeninos en entrar en combate.
En agosto de 1942 el regimiento se vio obligado a retirarse apresuradamente de su aeródromo debido al avance de los tanques alemanes. Cuando el resto del regimiento despegó, las mecánicas Ozérkova, Kashírina y otras dos pilotos se quedaron atrás hasta el último minuto, esperando que terminaran las reparaciones en uno de los dos aviones restantes. Incapaces de completar las reparaciones debido a la falta de piezas de repuesto, Ozérkova tomó la decisión de destruir el Po-2 para que no cayera en manos del enemigo y prender fuego al biplano. Mientras tanto, y debido a que las cuatro no cabían en el único avión que quedaba y el tiempo se acababa, Ozérkova les dijo a las pilotos restantes que partieran en el único avión operativo y que la dejaran a ella y a Kashírina atrás para tratar de alcanzar las líneas soviéticas a pie. Al caer la noche, las dos durmieron en un almiar en un campo de trigo, donde las despertó una mujer comprensiva que les dio comida y ropa de civil y les advirtió que los tanques alemanes ya habían pasado aunque en ese momento no había enemigos en la granja. Siguieron caminando durante semanas para llegar a su regimiento, en un momento dado se encontraron con soldados alemanes en motocicletas, uno de los cuales intentó registrar el hatillo que llevaba Kashírina donde guardaban la comida que les había dado la campesina, en el fondo del bulto ocultaban una pistola envuelta en una bufanda; sin embargo, los rápidos reflejos de Ozérkova les salvaron cuando inmediatamente agarró su propia pistola y disparó a los dos soldados alemanes a quemarropa antes de huir hacia unos arbustos cercanos. Durante la terrible experiencia de aproximadamente tres semanas que duró su fuga, Kashírina se debilitó mucho debido al tifus. Finalmente se reunieron con un contingente de soldados del Ejército Rojo; y, al localizar al comandante soviético al mando, informó sobre su situación, luego llevó a Kashírina a un hospital de campaña antes regresar a su regimiento en un automóvil.
A su regreso al regimiento fue recibida calurosamente por sus camaradas, especialmente por las técnicos que había formado previamente. Pero la alegría duró poco; El agente del SMERSH (el servicio de contraespionaje soviético) adscrito a su unidad le prohibió repentinamente que volviera a sus funciones e insistió en llamarla para interrogarla, exigiéndole saber cómo evitó ser capturada y dónde estaba su tarjeta de miembro del Partido Comunista: Ozérkova había sido miembro del partido desde 1941, pero por razones obvias no quería ser identificada como miembro del partido si los alemanes la registraban o la capturaban, por lo que destruyó la tarjeta. A pesar de la honestidad de sus respuestas fue sometida a un tribunal militar y sentenciada a muerte. Posteriormente fue encarcelada, le quitaron las correas de los hombros que indicaban su rango de oficial y le afeitaron la cabeza. Ella rechazó las sugerencias de que escribiera una solicitud de indulto, pero se salvó gracias al comisario político de su regimiento quien escribió un mensaje al Cuartel General de la fuerza aérea del frente, que ordenó que se aplazara la sentencia mientras se revisaban las pruebas y las declaraciones de los testigos. Fue finalmente absuelta y exonerada de todos los cargos y reintegrada a su unidad.
Después de ser exonerada regresó a su puesto de mecánica jefe del regimiento y fue reintegrada como miembro del partido. Luego recibió varios honores importantes por su trabajo durante la guerra. En 1943 recibió la Orden de la Guerra Patria de 2.do grado. Ese mismo año, el regimiento recibió la designación honorífica de Guardias y pasó a llamarse 46.º Regimiento de Aviación de Bombarderos Nocturnos de Guardias. Sin embargo, quedó emocionalmente marcada para siempre por su enjuiciamiento, temiendo repercusiones incluso más adelante durante la inmediata posguerra.

### Posguerra
En 1947 fue desmovilizada del ejército, se casó, se instaló en las afueras de Odesa y tuvo tres hijos.

## Condecoraciones
A lo largo de su vida militar Sofía Ozérkova fue galardonada con las siguientes condecoracionesː
|  | Orden de la Bandera Roja (1945)                                                  |
|  | Orden de la Guerra Patria de 1.er grado (1945)                                   |
|  | Orden de la Guerra Patria de 2.do grado (1943)                                   |
|  | Orden de la Estrella Roja, dos veces (1944 y 1947)                               |
|  | Medalla por la Defensa del Cáucaso (1944)                                        |
|  | Medalla por el Servicio de Combate                                               |
|  | Medalla por la Liberación de Varsovia                                            |
|  | Medalla por la Victoria sobre Alemania en la Gran Guerra Patria 1941-1945 (1945) |

## Biografía
- Rakobolskaya, Irina; Kravtsova, Natalia (2005). Нас называли ночными ведьмами: так воевал женский 46-й гвардейский полк ночных бомбардировщиков (en ruso). Moscú: University of Moscow Press. ISBN 5211050088. OCLC 68044852.
- Simonov, Andréi; Chudinova, Svetlana (2017). Женщины - Герои Советского Союза и России [Mujeres - Heroínas de la Unión Soviética y Rusia] (en ruso). Moscú: Russian Knights Foundation and Museum of Technology Vadim Zadorozhny. ISBN 9785990960701. OCLC 1019634607.
- Vinogradova, Lyuba (2016). Las Brujas de la noche; En defensa de la Madre Rusia. Barcelona: Pasado y Presente. ISBN 978-84-944272-9-9.